# Bobrîk, Brovarî
Bobrîk (în ucraineană Бобрик) este localitatea de reședință a comunei Bobrîk din raionul Brovarî, regiunea Kiev, Ucraina.

## Demografie
Componența lingvistică a localității Bobrîk
     Ucraineană (96,73%)
     Rusă (2,88%)
     Alte limbi (0,35%)
Conform recensământului din 2001, majoritatea populației localității Bobrîk era vorbitoare de ucraineană (96,73%), existând în minoritate și vorbitori de rusă (2,88%).